# Ciudad Ayala
Ciudad Ayala es una localidad mexicana situada en el estado de Morelos, cabecera del municipio de Ayala. Se localiza a 60 km de Cuernavaca, la capital del estado, y a solo 6 km de Cuautla, la segunda ciudad en importancia del estado.

## Historia
El 11 de abril de 1934, el Congreso del Estado de Morelos aprobó la Ley de División Territorial del Estado y en su artículo 6 denomina al municipio Ayala y a la cabecera municipal también  Villa de Ayala.
El 28 de noviembre de 1961, la Villa de Ayala se convierte en la capital del estado libre y soberano de Morelos en el 50 aniversario de la promulgación del "Plan de Ayala".
El 17 de marzo de 1976 el Congreso Local eleva a la categoría de ciudad al centro de población, Ayala, cabecera del propio municipio homónimo.

## Actividades principales
La actividad principal es la agricultura y los cultivos más importantes son: caña de azúcar, maíz, sorgo, arroz, cebolla, y hortalizas. En cuanto a la ganadería, se cuenta con ganado bovino, caprino, equino y aves de corral.
Otras actividades importantes son el comercio y el turismo que se  ven favorecidos por la existencia de balnearios, fiestas populares y variedad de eventos.